# Dipipanon
Dipipanon, vrsta psihoaktivne droge. Uvrštena je u Hrvatskoj na temelju Zakona o suzbijanju zlouporabe drogu na Popis droga, psihotropnih tvari i biljaka iz kojih se može dobiti droga te tvari koje se mogu uporabiti za izradu droga, pod Popis droga i biljaka iz kojih se može dobiti droga, pod Droge sukladno Popisu 1. Jedinstvene konvencije UN-a o drogama iz 1961. godine. Kemijsko ime je 4,4-difenil-6-piperidin-3-heptanon.